# مارکوارتیتسه (ناحیه ییچین)
مارکوارتیتسه (به چکی: Markvartice) یک منطقهٔ مسکونی در جمهوری چک است که در شهرستان ییچین واقع شده‌است.